# 沈阳抗美援朝烈士陵园
沈阳抗美援朝烈士陵园，位于辽宁省沈阳市皇姑区北陵公园的东侧，为了纪念「在抗美援朝战争中牺牲的烈士」。

## 历史
1951年初，由东北军区筹建，8月建成。援朝烈士陵园面积为12万平方米，园内还建有烈士墓和烈士纪念馆及烈士纪念碑。烈士墓占地为4万平方米，分东、西、北三个墓区，安葬着抗美援朝战争中牺牲的著名英雄、模范、功臣124名。其中有特级英雄黄继光、杨根思，一级英雄邱少云、孙占元、杨连第等。而在韩中国人民志愿军烈士遗骸以及遗物回到中國後會移入該陵園。烈士纪念馆位于陵园东侧，馆内陈列着烈士遗像和遗物。烈士纪念碑是1962年10月增建在陵园门内的正中，大理石材料，高6米多，纪念碑正面为董必武题字：“抗美援朝烈士英灵永垂不朽”；背面为郭沫若题七律：“煌煌烈士尽功臣，不灭光辉不朽身。鸭绿江南花胜锦，北陵园畔草成茵。英雄气魄垂千古，国际精神召万民。峻极高山齐仰止，誓将纸虎化为尘。”

## 在韩中国人民志愿军烈士遗骸回国
2013年，韩国总统朴槿惠访华后，中国与韩国达成了将在韩志愿军烈士遗骸归还中国的协议。2013年12月19日，双方实施烈士遗骸起掘工作。同步在国内开展棺木设计定制、安葬工程规划设计等组织筹备工作。从2014年到2020年，韩方已向中方连续七年移交中国人民志愿军烈士遗骸。
- 第一批：2014年3月28日9时30分许，载有437位在韩中国人民志愿军烈士遗骸的专机抵达沈阳桃仙国际机场。437具烈士遗骸是韩方多年来发掘、鉴定并安葬在韩国京畿道坡州墓地的[3]。
- 第二批：2015年3月20日11时许，第二批68位志愿军烈士的遗骸及相关遗物搭载中国空军伊尔-76专机抵达沈阳桃仙国际机场，这次交接给中国的68具遗骸于2014年发掘于韩国坡州市旧邑里、葛谷里等当年朝鲜战争激战之地[4]。当月21日上午举行安葬仪式。
- 第三批：2016年3月31日11时30分，第三批36位志愿军烈士的遗骸及相关遗物搭载中国空军伊尔-76专机抵达沈阳桃仙国际机场，遗骸及相关遗物由韩方在2015年3月至11月于韩国京畿道涟川郡、铁原郡等当年朝鲜战争激战之地发掘。当年4月1日10时，安葬仪式在本陵园志愿军烈士纪念广场举行[5]。
- 第四批：2017年3月22日，第四批28位志愿军烈士的遗骸及相关遗物搭载中国空军伊尔-76专机抵达沈阳桃仙国际机场。
- 第五批：2018年3月28日上午11时20分许，第五批20位志愿军烈士的遗骸及相关遗物搭载中国空军专机抵达沈阳桃仙国际机场[6]。安葬仪式于当月29日举行。
- 第六批：2019年4月3日上午11点36分，在两架解放军空军战斗机的护送下，第六批10具在韩志愿军烈士遗骸及145件遗物搭载中国空军专机抵达沈阳桃仙国际机场，10具在韩志愿军烈士遗骸及145件为2018年3月至11月在包括铁原、涟川、华川、非军事区等在内的7个地点发掘。安葬仪式于当月4日举行[7]。
- 第七批：2020年9月27日上午11点36分，在歼-11B战机的护送下，第七批117位在韩志愿军烈士遗骸及1368件遗物搭载中国空军编号01机尾号20041的运-20专机抵达沈阳桃仙国际机场，沈阳桃仙机场以“过水门”最高礼遇迎接。这是运-20飞机首次赴韩。第七批志愿军烈士遗骸回国工作原定于2020年清明节左右进行，但由于新冠疫情影响，推迟至烈士纪念日与抗美援朝70周年前夕进行[8]。安葬仪式于当月28日举行。